# Club Internacional de Foot-Ball
O inicio da prática de futebol em Portugal está indelevelmente ligado ao CIF. As primeiras bolas de futebol trazidas para Portugal, os primeiros “grupos” (equipas) de praticantes, as primeiras regras oficiais do desporto, as primeiras ligas e associações de clubes resultaram de intervenção directa de directores e membros fundadores do Clube. O ténis foi introduzido a 1902 pelos irmãos Pinto Basto e o Colégio Villar, sendo uma das modalidades que hoje mais sócios movimenta.

## História
O Club Internacional de Foot-Ball, foi fundado no dia 8 de Dezembro de 1902, ficando esse dia a data de fundação por ser o dia de Nossa Senhora da Conceição, Padroeira de Portugal. Um corpo gerente foi escolhido, tendo sido Carlos Villar o incumbente.

### Fundação e a Primeira Taça de Portugal
Falhadas tentativas de renovação do Club Lisbonense e do Grupo Estrela abriram caminho ao aparecimento no dia 8 de Dezembro de 1902 do Club Internacional de Foot-Ball, que foi o sucessor natural do Grupo dos Pinto Basto e do Foot-Ball Club Swits.
Se reuniu um conjunto de entusiastas do futebol numa sala do Clube Naval Madeirense decidindo que o Grupo dos Pinto Basto seria reforçado de molde a torná-lo mais forte e poder assim terminar-se com o poderio do Carcavelos Club. Devido à diversidade de nacionalidades dos seus componentes surgiu a ideia de incluir a palavra Internacional no nome do clube. E assim nasceu o nome definitivo para Club Internacional de Foot-Ball.
O CIF participou na primeira Taça de futebol, que por iniciativa do Sport Clube Império, a Associação Futebol Lisboa tentou organizar. Infelizmente, apenas quatro clubes se inscreveram, nomeadamente o Club Internacional de Foot-Ball, o Sport Lisboa e Benfica, o Sporting Clube de Portugal e Sport Clube Império. O sorteio ditou que o SLB defrontasse o SCI e o CIF defrontasse o SCP.
O primeiro jogo, foi realizado a 28 de Janeiro de 1912, entre o Sport Lisboa e Benfica e o Sport Clube Império, assistindo ao jogo o próprio Senhor Presidente da República, Dr. Manuel de Arriaga. Os benfiquistas venceram por 3-0. O segundo jogo, entre o CIF e o Sporting Clube de Portugal, só veio a realizar-se em 9 de Fevereiro de 1913, tendo os cifistas vencido por 3-2. Não se realizou, no entanto, mais nenhum jogo.

### Internacionalização
O CIF foi a primeira equipa de futebol portuguesa a jogar no estrangeiro, tendo actuado no agora extinto Hipódromo da Castelhana de Madrid, Espanha, frente ao Madrid Foot-Ball Club, (o nome que por então tinha o Real Madrid). O encontro teve lugar no longíquo dia de 5 de Janeiro de 1907, tendo a equipa portuguesa sido premiada com uma saborosíssima vitória por 2-0 sobre os espanhóis.
Dois dias depois, ele repetiu o resultado contra o Athletic Club de Madrid, (então o nome de Club Atlético de Madrid).

## Palmarés

### Futebol
- Campeonato de Lisboa – 1[1]
  - 1910–11
- Jogos Olímpicos Nacionais – 1[3]
  - 1911

### Atletismo
- Taça dos Jogos Olímpicos Nacionais[4]
  - 1911, 1913, 1914